# Bewsia biflora
Bewsia es un género monotípico de plantas herbáceas de la familia de las poáceas. Su única especie: Bewsia biflora (Hack.) Gooss., es originaria de
Sudáfrica y el sur de África tropical.

## Descripción
Son plantas perennes; cespitosas (con cortos, rizomas rastreros) Culmos de 26-93 cm de alto; herbácea; de 0,2 cm de diámetro; no ramificado arriba. Culmos en los nodos glabros. Entrenudos de los culmos sólidos. Plantas desarmadas. Los brotes jóvenes intravaginales. Hojas en su mayoría basales; no auriculadas; sin setas auriculares (pero peludo en la boca de la vaina y en la parte inferior de la hoja). Las láminas lineares a linear-lanceoladas; estrechae; de 5 mm de ancho; plana o enrollada (los márgenes se convienten en involutas bajo estrés hídrico); sin glándulas multicelulares abaxiales; sin nervadura transversal. Lígula una membrana minuciosamente ciliolada truncada; de 0,3 mm de largo. Plantas bisexuales , con espiguillas bisexuales; con flores hermafroditas. Las espiguillas todos por igual en la sexualidad. Inflorescencia de las ramas principales espigadas (estos adpresos al eje central) . Ramas de la inflorescencia primaria cerca de 10-15. 

## Taxonomía
Bewsia biflora fue descrita por (Hack. ex Schinz) Gooss. y publicado en South African Journal of Science 37: 184. 1941.
Etimología
Citología
El número de cromosomas es de: 2n = 30. 
Sinonimia
- Diplachne biflora Hack.[2]
- Avenastrum flabellatum Peter
- Diplachne biflora var. buchananii Stapf